# Ред-Ривер (река, впадает в Виннипег)
Ред-Ри́вер (англ. Red River of the North) — североамериканская река, служащая границей штатов Миннесота и Северная Дакота и впадающая в озеро Виннипег в канадской Манитобе. Длина реки составляет 877 км.

## Этимология
Её также называют Северная Ред-Ривер, чтобы отличать её от Южной Ред-Ривер, притока Миссисипи.

## География

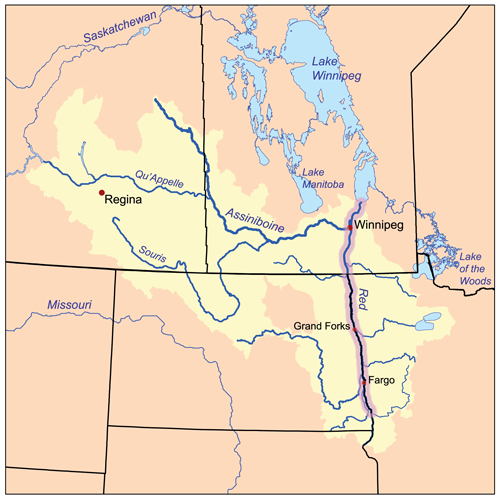

Зарождаясь при слиянии реки Буа-де-Сиу и реки Оттер-Тейл, стекающих с Кото-де-Прери, она продолжает до самого устья течь на север. В США она минует города Фарго, Гранд-Форкс, потом протекает по Канаде в провинции Манитоба, столица которой — Виннипег — основана при впадении в Ред-Ривер реки Ассинибойн.
Ред-Ривер — это остатки древнего озера Агассис.
Эта река известна своими крупными паводками, особенно в 1776, 1826, 1852, 1950 и 1997. Последний из них особенно затронул Гранд-Форкс, но миновал Виннипег, благодаря отводному каналу Ред-Ривера — водному пути протяжённостью в 47 км, открытому в 1968 и позволяющему воде обходить столицу стороной. Расход воды в 2000 м³/с регистрировался одиннадцать раз с 1948 по 1999, а в 1826 составил 6400 м³/с.
В марте 2009 небывалый паводок затронул Миннесоту и Северную Дакоту.

## Галерея

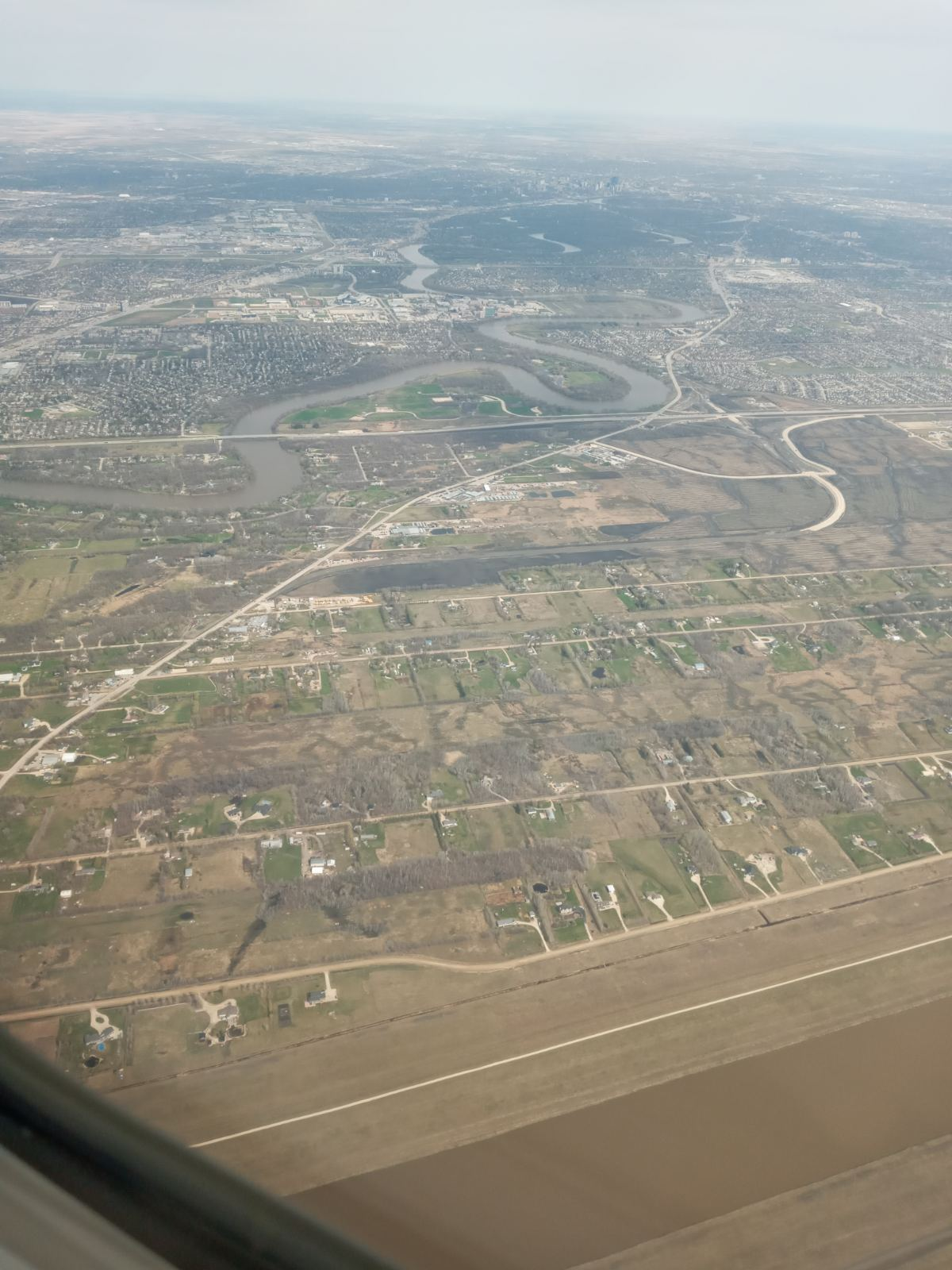
Ред-Ривер в районе Виннипега. Фото с борта самолёта
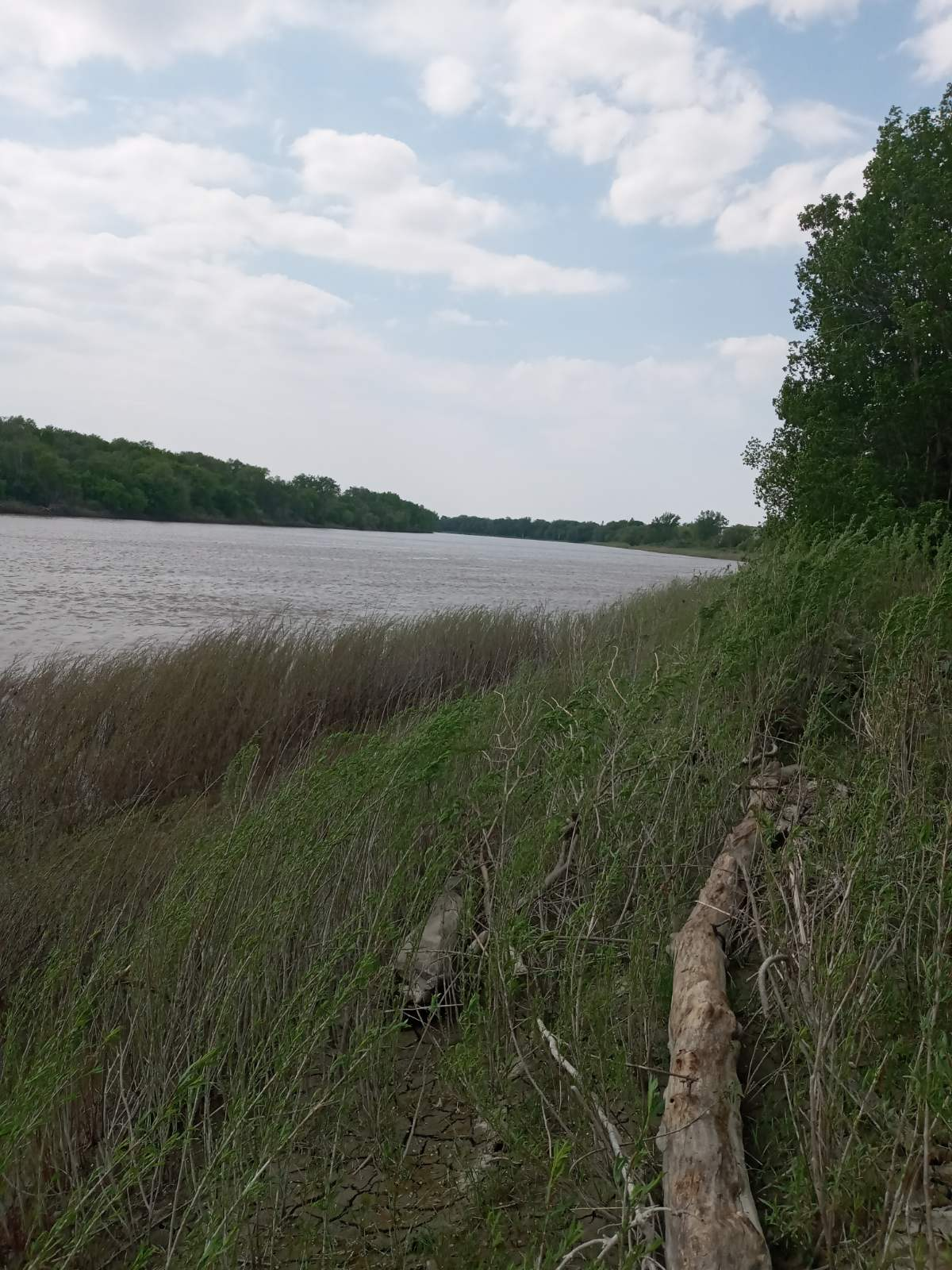
Берега Ред-Ривер в Манитобе
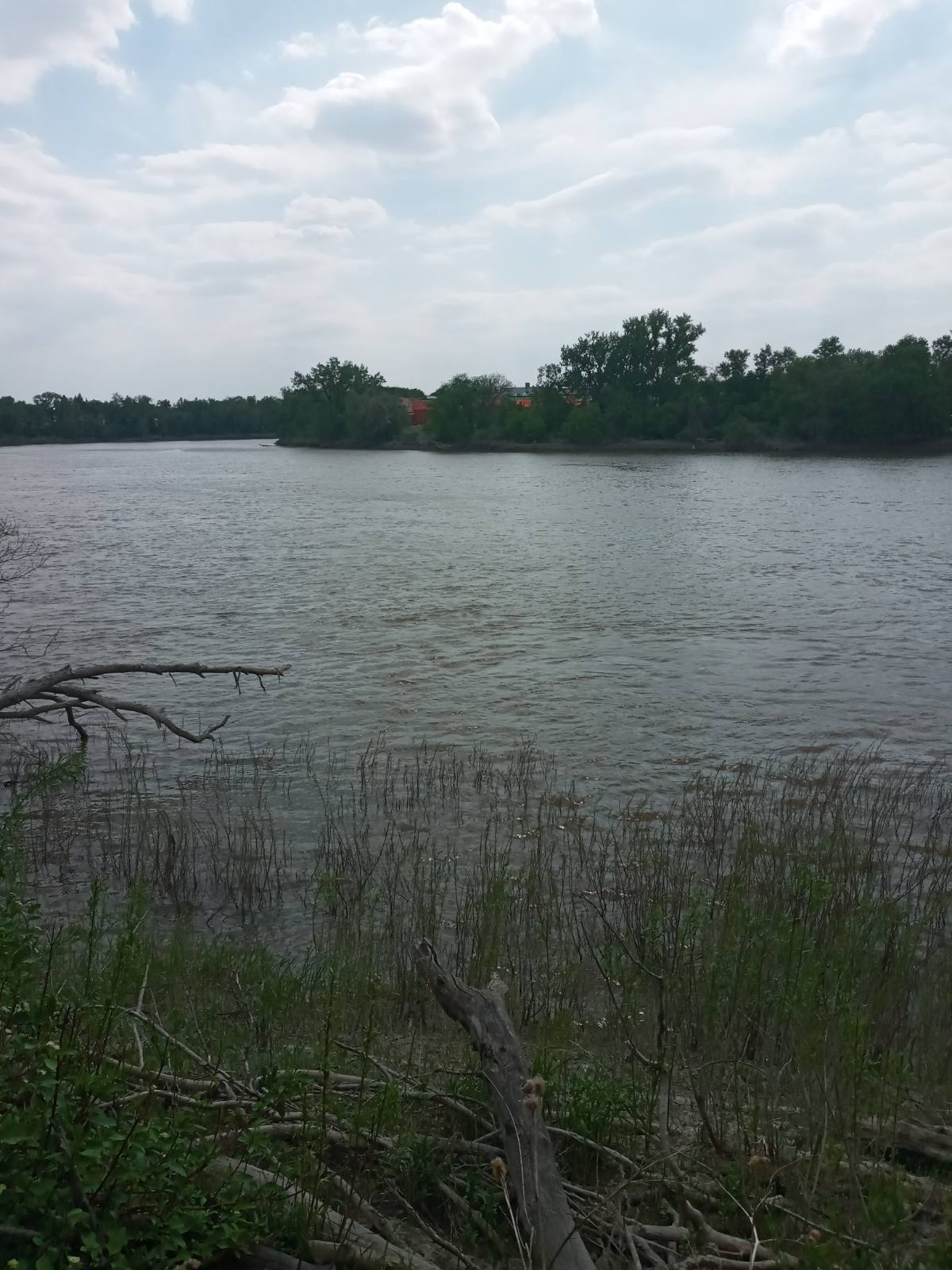
Ред-Ривер в Манитобе